# بخش زوفنژان
بخش زوفنژان یکی از بخشهای کانتون ارگو  در کشور سوئیس است.